# Allium altissimum
Allium altissimum là một loài thực vật có hoa trong họ Amaryllidaceae. Loài này được Regel mô tả khoa học đầu tiên năm 1884.

## Hình ảnh

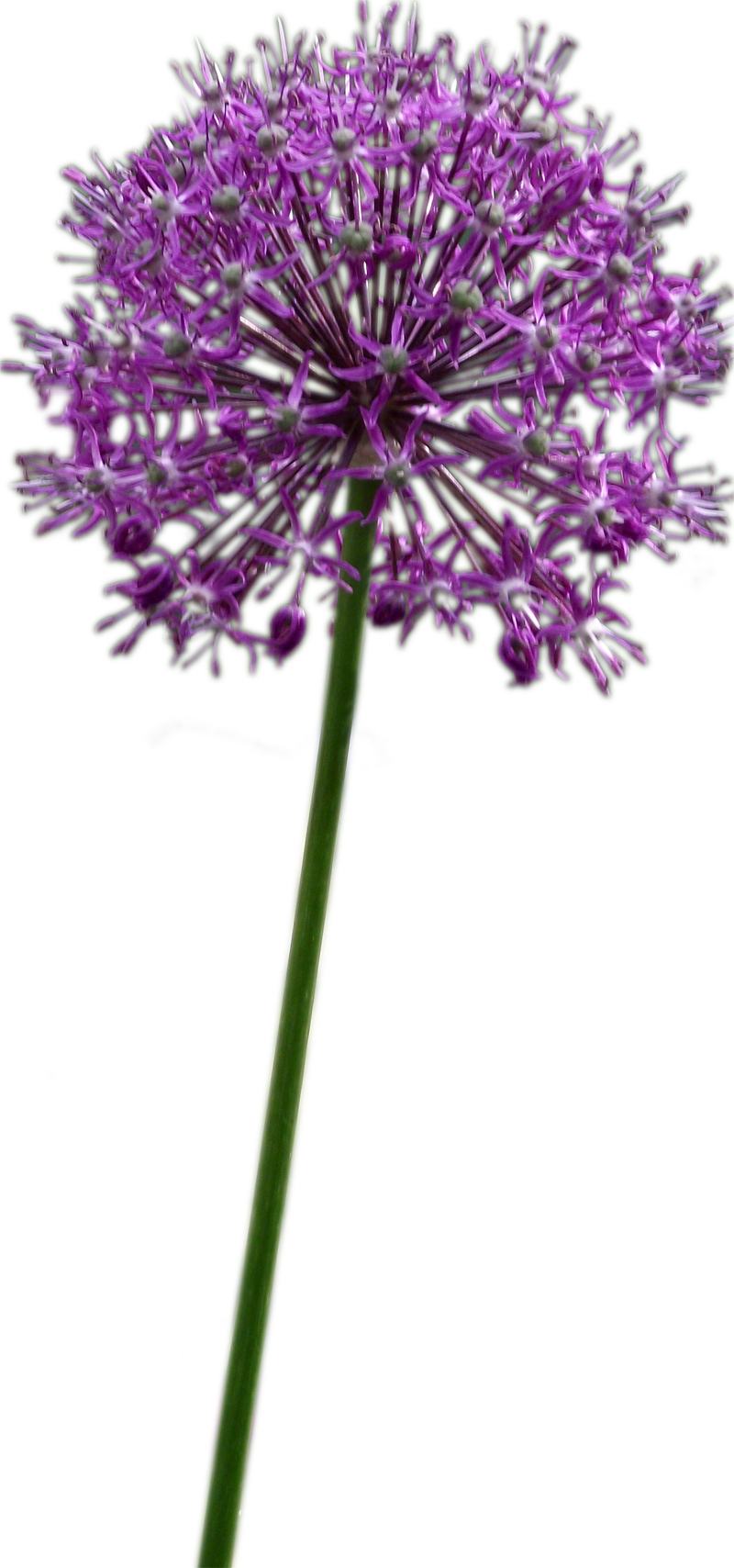
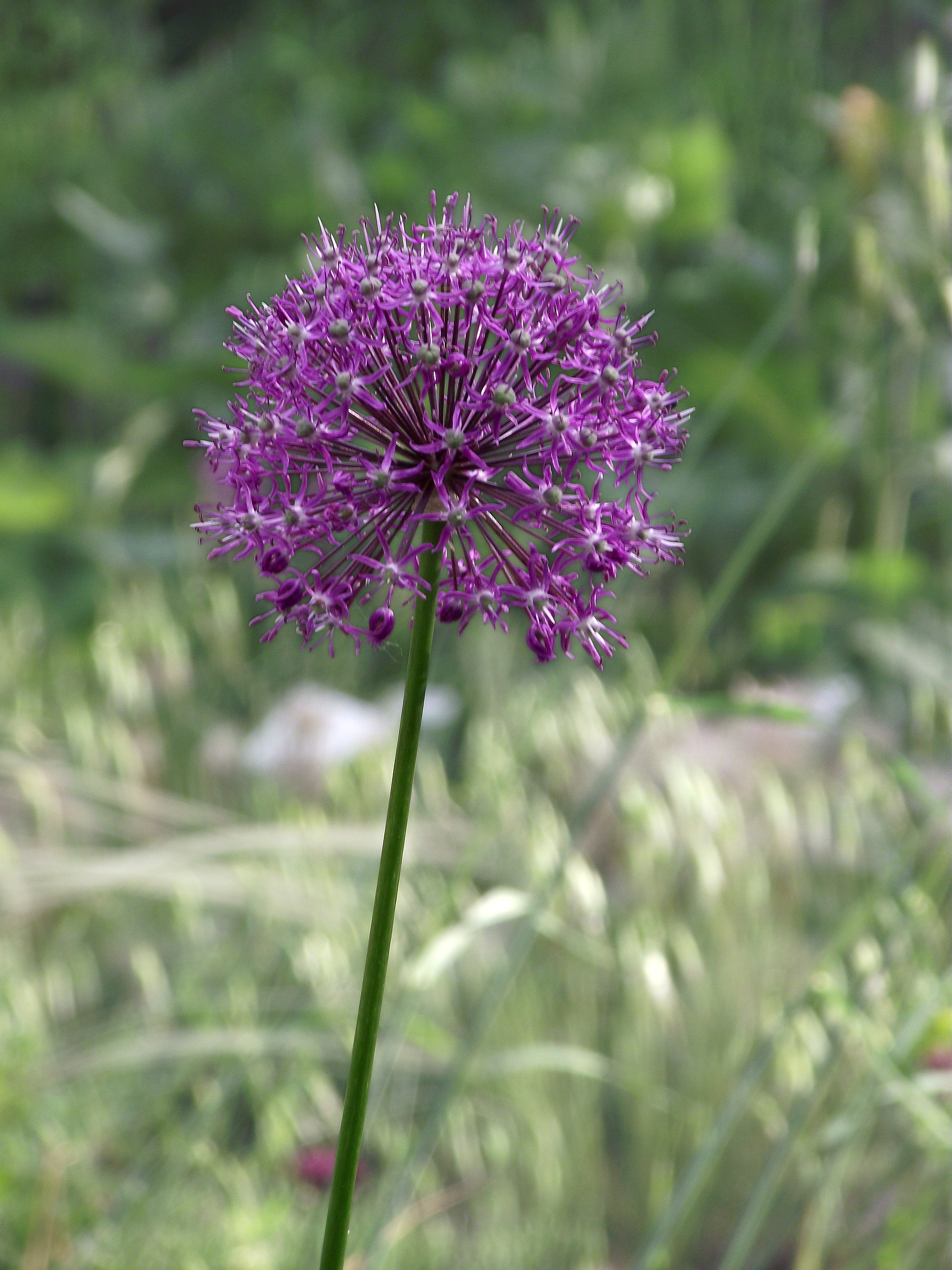